# Lipoptena grahami
Lipoptena grahami är en tvåvingeart som beskrevs av Joseph Charles Bequaert 1942. Lipoptena grahami ingår i släktet Lipoptena och familjen lusflugor. Inga underarter finns listade i Catalogue of Life.